# Chris Kolb
Chris Kolb (sinh năm 1958) là một chính khách từ Ann Arbor, Michigan và là cựu thành viên của Hạ viện Michigan. Một đảng viên Dân chủ, Kolb đại diện cho quận 53, có trụ sở tại Ann Arbor, từ tháng 1 năm 2001 đến tháng 1 năm 2007. Ông được bầu lần đầu tiên vào tháng 11 năm 2000, và giới hạn nhiệm kỳ đã ngăn ông tìm kiếm một nhiệm kỳ hai năm thứ tư vào năm 2006. Kolb là thành viên đồng tính công khai đầu tiên của Cơ quan lập pháp Michigan.

## Tuổi thơ
Kolb tốt nghiệp trường trung học Huron năm 1976. Ông vào Đại học Michigan, nơi ông nhận bằng cử nhân khoa học về tài nguyên thiên nhiên trước khi tiến hành nghiên cứu sau đại học về khoa học chính trị tại Đại học Emory ở Atlanta, Georgia.
Ông làm việc trong lĩnh vực quản lý môi trường trong 12 năm, chuyên quản lý và tái chế chất thải.